# Aleksander Fabisiak
Aleksander Fabisiak (Katowice, 8 de septiembre de 1945 -Cracovia, 9 de febrero de 2024) fue un actor polaco.

## Biografía
Hijo del actor Kazimierz Fabisiak. Graduado de la Academia de las Artes Teatrales de Cracovia, más tarde decano de la Facultad de Actuación de la misma universidad.

## Filmografía
- 1975, La tercera frontera ... como aviador
- 1976,  Dagny ... como amiga de Przybyszewski
- 1977, Wodzirej ... como Witek Kobus
- 1978, Dondequiera que esté, señor presidente...  como oficial
- 1979, Zmory ... como médico de la madre enferma de Mikołaj
- 1979, Operación Himmler ... como ayudante de Muller
- 1987, El circo se aleja ... como director Kotel
- 1989, Baile en la estación de Koluszki ... como Stefan
- 1989, The Glass House ... como el Sr. Kazio haciéndose pasar por el alcalde de la ciudad.
- 1992, Edward Stachura ... como Lektor (voz)
- 1992, Psy ... como el fiscal Nawrocki
- 1993, Tadeusz Boy Żeleński ... como lector
- 1993, Norwid ... como lector
- 1994, Muerte como una rebanada de pan ... como director de mina
- 1995, La historia de Józef Švejk y su camino al frente ... como director de hospital, psiquiatra, funcionario
- 1995, Memorias de Jan Lechoń ... como voz en off
- 1995, La historia de Józef Švejk y su época más brillante ... como psiquiatra
- 1996, Juegos callejeros ... como Apiary
- 1997, Mlode Wilki 1/2 ... como Grabowski
- 1997, Memorias de Julian Tuwim ...como Lektor
- 1999, Las aventuras del buen soldado Svejk
- 2000, La vida como una enfermedad mortal de transmisión sexual ...como profesor
- 2002, Suplemento ... como profesor
- 2004, Kryminalni ... como Knapik, compañera de Anna Szennert (estrella invitada)
- 2005, Charles. El hombre que se convirtió en Papa ... como obispo polaco
- 2007, Katyn ... como profesora de secundaria
- 2008, ¡Ahora o nunca! ... como alcalde (estrella invitada)
- 2009, Insidious ... como juez (episodio 7)
- 2012, La ley de Ágata ... como Adamowicz, el exjefe de Iwona (episodio 12)
- 2016, Imagen residual.